# Mordellistena mogadiscioana
Mordellistena mogadiscioana là một loài bọ cánh cứng trong họ Mordellidae. Loài này được Pic mô tả khoa học năm 1953.

## Hình ảnh

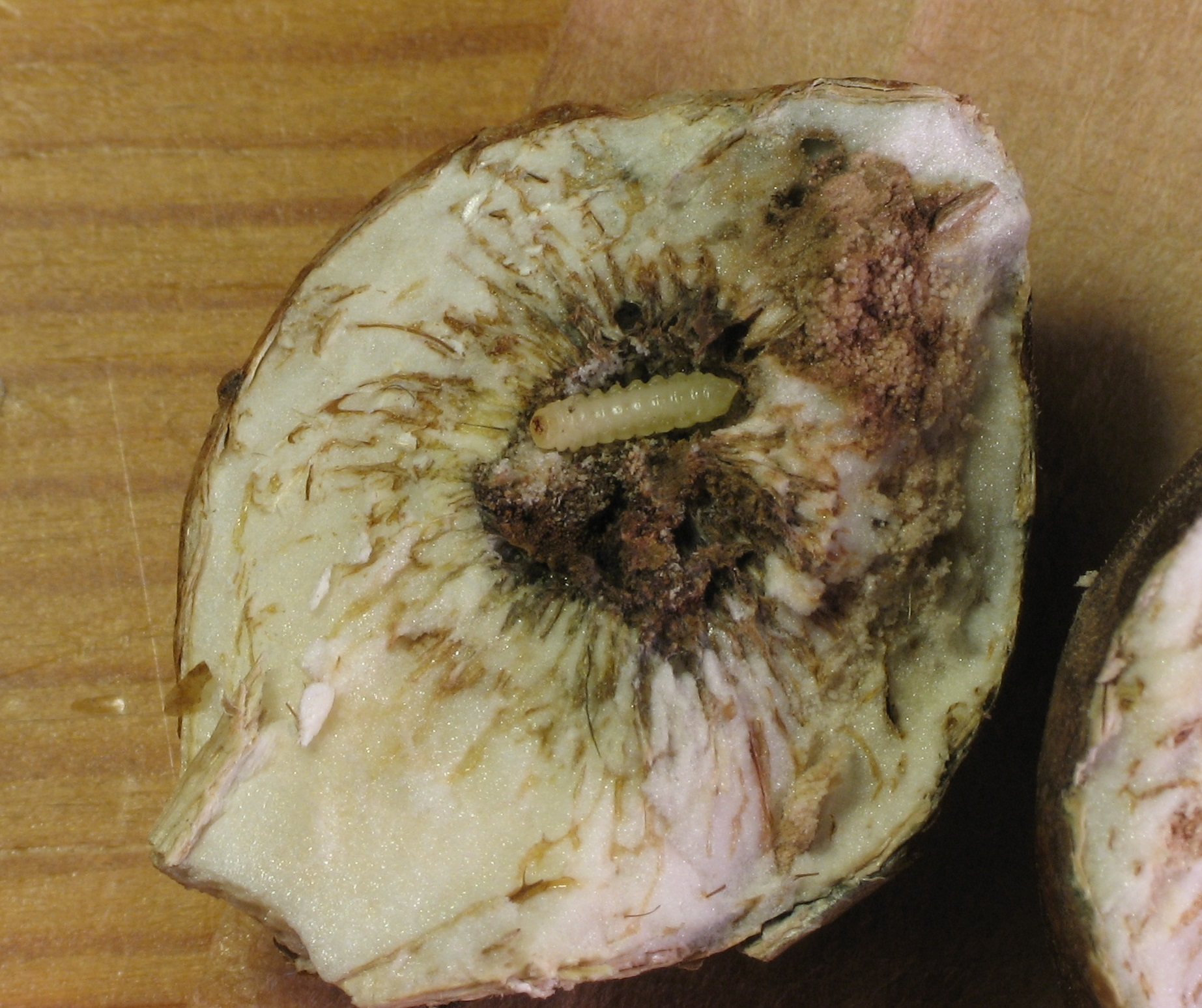